# Marvin (Dakota del Sud)
Marvin è un comune degli Stati Uniti d'America, situato in Dakota del Sud, nella contea di Grant.